# Tree City Sessions 2
Tree City Sessions 2 es el segundo álbum en directo de la banda estadounidense de post-hardcore Dance Gavin Dance. Fue lanzado el 25 de diciembre de 2020 en Rise Records. Sirve como continuación del álbum en vivo del grupo Tree City Sessions de 2016 y fue mezclado y masterizado por Kris Crummett.

## Antecedentes
El 13 de mayo de 2016, Dance Gavin Dance lanzó el álbum en vivo, Tree City Sessions, que constaba de 12 canciones de todo el catálogo de la banda interpretadas en vivo en Pus Cavern Recording Studios en Sacramento, California. El álbum fue producido y mezclado por el exguitarrista de la banda Josh Benton y Joe Johnston. El lanzamiento del álbum en vivo ganó mucha fanfarria y pidió al grupo que grabara un segundo Tree City Sessions.
El 24 de abril de 2020, la banda lanzó su noveno álbum de estudio Afterburner, que fue precedido por cuatro sencillos; "Prisoner", "Strawberry's Wake", "Lyrics Lie" y "Three Wishes". En apoyo del álbum, el grupo anunció originalmente una gira de primavera de 2020 que se llevaría a cabo de marzo a mayo con Animals as Leaders, Issues, Veil of Maya y Royal Coda, sin embargo, esto se pospuso hasta 2021 debido al pandemia de COVID-19. El 17 de julio de 2020, la banda realizó su primer evento de transmisión de conciertos en línea.
El 4 de marzo de 2021, Rise Records lanzó el video de presentación en vivo de Tree City Sessions 2 para "Man Of the Year".

## Grabación
Tree City Sessions 2 se grabó en 2020 en Pus Cavern Recording Studios en Sacramento, California. El álbum fue mezclado y masterizado por Kris Crummett en Interlace Audio en North Portland, Oregon.

## Evento virtual
El 1 de diciembre de 2020, la banda anunció el evento de transmisión de conciertos virtuales Tree City Sessions 2, que se estrenó el 19 de diciembre de 2020. El concierto se filmó en el Tower Bridge en Sacramento a principios de noviembre de 2020. La lista de canciones del grupo era un fan. El evento de transmisión incluyó un programa previo, que contó con la presentadora de radio Sirius XM, Caity Babs, entrevistando a la banda y visitando lugares importantes en el área metropolitana de Sacramento.

## Lista de canciones
| N.º | Título                                            | Álbumes originales          | Duración |  |
| 1.  | «The Backwards Pumpkin Song»                      | Downtown Battle Mountain    | 4:47     |  |
| 2.  | «Uneasy Hearts Weigh The Most» (con Andrew Wells) | Dance Gavin Dance           | 4:14     |  |
| 3.  | «NASA»                                            | Happiness                   | 3:33     |  |
| 4.  | «Blue Dream»                                      | Downtown Battle Mountain II | 5:12     |  |
| 5.  | «Strawberry Swisher, Pt. 3»                       | Acceptance Speech           | 4:06     |  |
| 6.  | «Jesus H. Macy»                                   | Acceptance Speech           | 3:20     |  |
| 7.  | «Stroke God, Millionaire»                         | Instant Gratification       | 3:21     |  |
| 8.  | «Awkward»                                         | Instant Gratification       | 4:05     |  |
| 9.  | «Summertime Gladness»                             |                             | 3:58     |  |
| 10. | «Inspire The Liars»                               | Mothership                  | 5:10     |  |
| 11. | «Man Of The Year»                                 | Mothership                  | 6:24     |  |
| 12. | «Son of Robot»                                    | Artificial Selection        | 4:31     |  |
| 13. | «Evaporate» (con Andrew Wells)                    | Artificial Selection        | 5:45     |  |
| 14. | «Strawberry's Wake»                               | Afterburner                 | 4:08     |  |
| 15. | «Nothing Shameful» (con Andrew Wells)             | Afterburner                 | 4:25     |  |

## Personal
- Tilian Pearson - voz principal
- Jon Mess - voz secundario
- Andrew Wells: guitarra, coros (en las pistas 7, 10, 12, 14), voz invitada (en las pistas 2, 13, 15)
- Will Swan - guitarra
- Tim Feerick - bajo
- Matt Mingus - batería, percusión